# IMRI
Imri Ziv også kendt som IMRI (født 12. september 1991) er en Israelsk sanger som repræsenterede Israel ved Eurovision Song Contest 2017 med sangen "I Feel Alive". Han kom på en 3. plads i semifinale 2 og havnede derfor i top 10 og kvalificerede han sig til finalen. men i Finalen endte Han på en 23. plads.